# Šarūnas Vingelis
Šarūnas Vingelis (Rokiškis, 16 de novembro de 1989) é um jogador de basquete lituano.

## Carreira
Ele começou sua carreira no basquete no time LSU de Kaunas competindo na NK. Em 2012, o time sagrou-se campeão da liga e conquistou o direito de disputar a LKL. Em 2014, juntou-se à equipe Alytus Dzūkija em fevereiro.
Em 2019, junto com a seleção masculina de basquete 3x3 da Lituânia, estreou no Mundial e conquistou o 9º lugar. As medalhas de bronze foram conquistadas no Campeonato Europeu realizado no mesmo ano. Em 2021, juntamente com a seleção nacional, conquistou a prata no Campeonato Europeu. Em 2023, os lituanos conquistaram pela segunda vez as medalhas de prata do Campeonato Europeu.
Nos Jogos Olímpicos de Verão de 2024, em Paris, conquistou a medalha de bronze no torneio masculino do basquetebol, após vencer confronto contra a equipe letã por 21–18 na decisão do terceiro lugar, ao lado de Gintautas Matulis, Aurelijus Pukelis e Evaldas Džiaugys.